# (3203) Huth
(3203) Huth es un asteroide perteneciente al cinturón de asteroides, descubierto el 18 de septiembre de 1938 por Cuno Hoffmeister desde el Observatorio de Sonneberg, Sonneberg, Alemania.

## Designación y nombre
Designado provisionalmente como 1938 SL. Fue nombrado Huth en honor al astrónomo alemán Hans Huth.